# Arigna
Arigna is een plaats in het Ierse graafschap Roscommon.